# باينه (مقاطعة)
باينه هي مقاطعة في سكسونيا السفلى، ألمانيا. ويجاورها (من الشمال ومع عقارب الساعة) مقاطعة هيلدسهايم، منطقة هانوفر (Hanover Region) وغيفهورن (Gifhorn (district))، ومدينتي براونشفايغ وزالتسغيتر.

## أعلام
- ماتياس برانز

## روابط خارجية
- Official website (بالألمانية)

إحداثيات: 52°20′N 10°15′E / 52.33°N 10.25°E